# Vito Dell'Aquila
Vito Dell'Aquila (Mesagne, 3 novembre 2000) è un taekwondoka italiano, campione olimpico nella categoria 58 kg a Tokyo 2020.

## Biografia
Si è diplomato al Liceo Scientifico Epifanio Ferdinando di Mesagne, sua città natale.
Ha iniziato a praticare il taekwondo all'età di otto anni, presso la palestra New Marzial. Dal 12 novembre 2018 compete per il Centro Sportivo dei Carabinieri.
Ha ottenuto il suo primo podio internazionale in una grande manifestazione ai mondiali di Muju 2017.
Agli europei di Kazan' 2018 ha vinto la medaglia di bronzo.
Ha rappresentato l'Italia ai Giochi olimpici estivi di Tokyo 2020, vincendo la medaglia d'oro nel torneo della categoria fino a 58 kg, battendo in finale il tunisino Mohamed Khalil Jendoubi.
Nel novembre 2022, ai Mondiali di taekwondo in Messico, vince la medaglia d'oro battendo in finale il sudcoreano Jun Jang.

## Palmarès
- Giochi olimpici

Tokyo 2020:  Oro nei 58 kg;
- Mondiali

Muju 2017:  Bronzo  nei 54 kg;
Guadalajara 2022:  Oro  nei 58 kg;
- Europei

Kazan 2018:  Bronzo nei 54 kg.
Bari 2019:  Oro nei 58 kg.
Manchester 2022:  Bronzo nei 58 kg.
Belgrado 2024:  Oro nei 58 kg.